# Avan (Burträsks socken, Västerbotten, 716471-169311)
Avan är en sjö i Skellefteå kommun i Västerbotten och ingår i Sävaråns huvudavrinningsområde.